# Luiperbeek
De Luiperbeek (Limburgs: Luiperbaek) is een zijbeek op de linkeroever van de Geleenbeek, die het Zuid-Limburgse heuvelland van zuid naar noord doorstroomt. De Luiperbeek ontspringt bij in de landelijke omgeving tussen Klimmen en Wijnandsrade. Slechts een klein gedeelte van de is zichtbaar en meestal staat hij ook nog droog. Onderweg naar de monding in de Geleenbeek stroomt de beek door het dorp Weustenrade, waar deze overdekt is en zich in de voortuinen van de huizen bevindt.